# Banco Comercial Português
Banco Comercial Português, S.A. (BCP), conhecido como Millennium bcp a partir de 2004, é o segundo maior banco privado português. Foi fundado em 1985, no seguimento da liberalização do sistema bancário português, que se seguiu a um período de quase uma década de controlo estatal da banca em Portugal.

## Atividades
O BCP opera em Portugal sob as marcas Millennium bcp e ActivoBank. O Millennium destaca-se com operações internacionais de banca de investimento através do Banco de Investimento Imobiliário. Na área de private banking, o Millennium bcp foi também pioneiro, com operações nos EUA (BCP Bank), Países Baixos (BCP Investment), Luxemburgo (Banque BCP), Macau (Millennium Macau e Banco Comercial de Macau), Ilhas Caimão (BCP Finance Bank e Millennium Bank & Trust), em Moçambique através do  Millennium bim, e na Polonia como principal investidor do Bank Millenium.
Em 2018, foi classificado pela Forbes na 1,623ª posição, entre as maiores empresas do mundo.
Para além das suas atividades bancárias, dá o seu apoio a atividades culturais ou científicas, através da sua Fundação.

## Produtos e Serviços
O Millennium bcp oferece aos seus Clientes uma ampla gama de produtos e serviços bancários e financeiros: contas à ordem, meios de pagamento, produtos de poupança e de investimento, private banking, gestão de ativos e banca de investimento, abarcando ainda crédito imobiliário, crédito ao consumo, banca comercial, leasing, factoring e seguros, entre outros, servindo a sua base de Clientes de forma segmentada. Dispondo da segunda maior rede de sucursais em Portugal e de uma rede crescente nos países onde opera, o Banco oferece ainda canais de banca à distância (serviço de banca por telefone e pela Internet), que funcionam também como pontos de distribuição dos seus produtos e serviços financeiros.

## A marca Millennium bcp
A introdução da nova marca Millennium bcp, em 2004, foi a etapa culminante de um processo iniciado formalmente com a implementação de um novo modelo comercial no final de 2001, mas que já tinha sido despoletado pela incorporação por fusão no BCP dos Bancos Português do Atlântico, Mello e SottoMayor, em 2000. Na altura, a mudança para a marca única foi assumida como um projeto de refundação.
Pretendeu-se que a marca única não só reunisse as diferentes identidades autónomas anteriores, mas as superasse e projetasse no futuro o desejo de fazer mais e melhor, colocando o cliente no centro da atuação e missão da instituição.

## Estrutura acionista
Atualizado em 31 de dezembro de 2023
| Entidade             | N.º de ações  | % de capital |
| -------------------- | ------------- | ------------ |
| Fosun                | 3.927.436.381 | 25,99%       |
| Sonangol             | 2.946.353.914 | 19,49%       |
| Restantes Acionistas | 8.240.199.705 | 54,42%       |